# Andrej Čaušić
Andrej Čaušić (Osijek, 19 febbraio 1990) è un calciatore croato, difensore del Vardarac.

## Carriera
Ha giocato nella massima serie dei campionati croato, ungherese e slovacco.

## Statistiche

### Presenze e reti nei club
Statistiche aggiornate al 9 maggio 2021.
| Stagione        | Squadra             | Campionato      | Campionato | Campionato | Coppe nazionali | Coppe nazionali | Coppe nazionali | Coppe continentali | Coppe continentali | Coppe continentali | Altre coppe | Altre coppe | Altre coppe | Totale | Totale |
| Stagione        | Squadra             | Comp            | Pres       | Reti       | Comp            | Pres            | Reti            | Comp               | Pres               | Reti               | Comp        | Pres        | Reti        | Pres   | Reti   |
| --------------- | ------------------- | --------------- | ---------- | ---------- | --------------- | --------------- | --------------- | ------------------ | ------------------ | ------------------ | ----------- | ----------- | ----------- | ------ | ------ |
| 2009-2010       | Osijek              | 1. HNL          | 10         | 0          | CC              | 2               | 0               | -                  | -                  | -                  | -           | -           | -           | 12     | 0      |
| 2010-2011       | Osijek              | 1. HNL          | 9          | 0          | CC              | 2               | 0               | -                  | -                  | -                  | -           | -           | -           | 11     | 0      |
| Totale Osijek   | Totale Osijek       | Totale Osijek   | 19         | 0          |                 | 4               | 0               |                    | -                  | -                  |             | -           | -           | 23     | 0      |
| 2011-2012       | Pécs                | NBI             | 11         | 1          | CU+CdL          | 0+3             | 0               | -                  | -                  | -                  | -           | -           | -           | 14     | 1      |
| 2012-2013       | Pécs                | NBI             | 22         | 2          | CU+CdL          | 0+5             | 0               | -                  | -                  | -                  | -           | -           | -           | 27     | 2      |
| Totale Pécs     | Totale Pécs         | Totale Pécs     | 33         | 3          |                 | 8               | 0               |                    | -                  | -                  |             | -           | -           | 41     | 3      |
| 2013-2014       | DAC Dunajská Streda | SL              | 12         | 2          | CS              | 0               | 0               | -                  | -                  | -                  | -           | -           | -           | 12     | 2      |
| 2014-2015       | Pécs                | NBI             | 16         | 0          | CU+CdL          | 1+4             | 0               | -                  | -                  | -                  | -           | -           | -           | 19     | 0      |
| 2016-2017       | Kozármisleny        | NBII            | 22         | 0          | CU              | 0               | 0               | -                  | -                  | -                  | -           | -           | -           | 22     | 0      |
| 2017-2018       | Szeged 2011         | NBII            | 16         | 0          | CU              | 0               | 0               | -                  | -                  | -                  | -           | -           | -           | 16     | 0      |
| Totale carriera | Totale carriera     | Totale carriera | 118        | 5          |                 | 17              | 0               |                    | -                  | -                  |             | -           | -           | 135    | 5      |